# Saint-Vincent-Sterlanges

Saint-Vincent-Sterlanges este o comună în departamentul Vendée, Franța. În 2009 avea o populație de 699 de locuitori.